# Route 303 (Nouvelle-Écosse)
Pour les articles homonymes, voir Route 303.
La route 303 est une route secondaire de la Nouvelle-Écosse d'orientation sud-nord située dans le sud-ouest de la Nouvelle-Écosse, dans la région de Digby. Elle est une route hautement fréquentée, puisqu'elle relie non seulement la route 101 au centre de Digby, mais elle relie aussi le Nouveau-Brunswick à la Nouvelle-Écosse, puisqu'elle se termine sur le traversier vers Saint-Jean. De plus, elle mesure 8 kilomètres, et est une route asphaltée sur l'entièreté de son tracé.

## Tracé
La route 303 débute à la sortie 26 de la route 101. Elle se dirige vers le nord en contournant la ville de Digby par le nord-ouest, croisant notamment la route 217. Elle devient ensuite la Shore Rd., puisqu'elle suit la bassin d'Annapolis. Elle se termine à l'entrée du traversier vers le Nouveau-Brunswick, vers Saint-Jean.

## Communautés traversées
1. Conway
2. Digby
3. Lighthouse Road